# Ethylglucuronid
Ethylglucuronid (kurz: EtG) ist eine organische Verbindung, eine natürlich vorkommende cyclische Carbonsäure, ein Derivat der Glucuronsäure. Im Menschen ist es ein Produkt des Abbaus von Ethanol und kommt ausschließlich als β-Anomer vor. EtG wird in geringen Mengen nach Alkoholkonsum erzeugt und verteilt sich im Körper. Einmal in den Haaren, wird es nicht weiter abgebaut und kann so, neuerdings auch immunologisch oder mittels LC/MS, nachgewiesen werden.

## Biosynthese
EtG entsteht durch Glucuronidierung von Ethanol und ist ein Nebenprodukt dessen Abbaus, da der Großteil zu Acetaldehyd oxidiert wird. Das katalysierende Enzym ist die UDP-Glucuronosyl-Transferase.

## Verwendung, Analyse
Ältere Studien bestätigen zumindest die Nachweisbarkeit hoher Ethanolzufuhr mittels gaschromatographischer Analyse von EtG in den Haaren und im Mekonium. Für die Kalibrierung wird deuteriertes EtG verwendet. Die Haarfarbe scheint keinen Einfluss auf das Ergebnis zu haben. Jedoch gibt es Probleme bei der Unterscheidung zwischen Trink- und anderem Alkoholkonsum, mit mikrobieller Aktivität, sowie der Probenstabilität. In einer Studie, in der Gaschromatographie benutzt wurde, konnte 80 Stunden danach immerhin eindeutig zwischen Konsum von 24 Gramm Reinalkohol und Händewaschen mit alkoholischer Lösung differenziert werden. Studien mit der immunologischen Nachweismethode existieren nicht. Zusammen mit der Messung von konventionellen Leberwerten oder Fettsäure-Ethylestern scheint eine Anwendung in der Suchtmedizin sinnvoll. Ethylglucuronid kann im Harn bestimmt werden, um beispielsweise Verlaufskontrollen der Compliance bezüglich Alkoholkarenz bei Patienten mit chronischer Leberschädigung oder nach Lebertransplantation zu ermöglichen.

## Kontroverse Haaranalyse
Die US-amerikanische Behörde für Drogenmissbrauch und psychische Gesundheit hat gewarnt, dass der Ethylglucuronid Test als einzige Grundlage für rechtliche oder disziplinarische Maßnahmen wissenschaftlich nicht tragbar ist, da die hochempfindlichen Tests nicht in der Lage sind, zu unterscheiden, ob der aufgenommene Alkohol aus der Exposition gegenüber den vielen gängigen Handels- und Haushaltsprodukten, welche Alkohol enthalten oder aus dem tatsächlichen Alkoholkonsum stammt. Da es keine standardisierten Verfahren zu Vorbereitung und Extraktion von Haarproben gibt, existieren zahlreiche externe und interne Faktoren, die das Ergebnis beeinflussen können. So beeinflusst die Haarlänge, das Geschlecht, kosmetische Behandlungen und eventuelle Vorerkrankungen das Ergebnis und sollten entsprechend mit einberechnet werden. Eine Studie mit 27 stationär Aufgenommenen Teilnehmern verglich die EtG-Konzentration der untersten 3 cm des Kopfhaares mit denselben 3 cm, einen Monat später. Das Ergebnis war eine Reduktion um im Mittel 46 %, welche bei einem angenommenen Grenzwert für sozialen Alkoholkonsum von 7–30 pg/mg eine entscheidende Rolle spielen kann. Es ist noch nicht geklärt, ob dieser Effekt auf die Auswaschbarkeit von EtG oder andere Effekte zurückzuführen ist.